# Tarenna adpressa
Tarenna adpressa är en måreväxtart som först beskrevs av George King, och fick sitt nu gällande namn av Elmer Drew Merrill. Tarenna adpressa ingår i släktet Tarenna och familjen måreväxter. Inga underarter finns listade i Catalogue of Life.